# Edaphosaurus
Edaphosaurus ( /ˌɛ d ə f oʊ s ɔːr ə s /, có nghĩa là "thằn lằn vỉa hè") là một chi của edaphosaurid synapsids sống ở những khu vực nay là Bắc Mỹ và châu Âu xung quanh vào khoảng từ 272,5 đến 303,4 triệu năm trước, trong thời gian cuối kỷ Than Đá đến đầu kỷ Permi. Nhà cổ sinh vật học người Mỹ Edward Drinker Cope lần đầu tiên mô tả Edaphosaurus vào năm 1882, đặt tên nó là  "vỉa hè nha khoa" ở cả hàm trên và hàm dưới, từ tiếng Hy Lạp edaphos έδαφος ("mặt đất"; cũng là "vỉa hè")  và σαῦρος (sauros ) ("thằn lằn").
Edaphosaurus là một trong những động vật đầu tiên, lớn, ăn thực vật (ăn cỏ), động vật bốn chât có màng ối (động vật bốn chân có xương sống). Ngoài các mảng răng lớn ở hàm, đặc điểm đặc trưng nhất của Edaphosaurus là một cánh buồm trên lưng. Một số khớp thần kinh khác cùng thời cũng có buồm lưng cao, nổi tiếng nhất là loài săn mồi lớn Dimetrodon. Tuy nhiên, cánh buồm của Edaphosaurus có hình dạng và hình thái khác nhau. Hóa thạch đầu tiên của Edaphosaurus được phát hiện ở Texas Red Beds ở Bắc Mỹ, sau đó được tìm thấy ở New Mexico, Oklahoma, Tây Virginia và Ohio. Hóa thạch rời rạc của Edaphosaurus cũng đã được tìm thấy ở miền đông nước Đức ở Trung Âu. 